# VD 17
Le Verzeichnis der im deutschen Sprachraum erschienenen Drucke des 17. Jahrhunderts (en français : Bibliographie des livres imprimés dans les pays de langue allemande au XVIIe siècle), en abrégé VD 17, est un projet pour réaliser une bibliographie nationale rétrospective allemande pour le XVIIe siècle. Le projet a débuté le 1er juillet 1996 et doit  être achevé en 10 ou 12 ans. Il est financé par le Deutsche Forschungsgemeinschaft (Fondation allemande de recherche).
Quinze bibliothèques ont uni leurs forces sous la direction de la Herzog August Bibliothek pour élaborer un plan directeur afin d'aborder ensemble cette tâche ardue. Dans la perspective de l'élaboration d'une Bibliothèque numérique allemande, ces bibliothèques avec leurs riches collections du XVIIe siècle apportent une contribution importante à la numérisation complète du patrimoine allemand imprimé. Grâce à l'aide généreuse de la Deutsche Forschungsgemeinschaft (DFG) dans un effort national, la majeure part de la littérature allemande du XVIIe siècle est déjà cataloguée. 270 000 titres figurent dans le répertoire publié pour le XVIIe siècle (VD 17) et sont accessibles pour la recherche et le public intéressé (http://www.vd17.de). 
La base de données est située à la Bibliothèque d'État de Berlin, à la Bayerische Staatsbibliothek de Munich et à la Herzog August Bibliothek à Wolfenbüttel.
Il existe déjà une bibliographie rétrospective nationale allemande pour le XVIe siècle, connue sous le sigle VD 16, qui a été réalisée durant la période 1969-1999, et une autre concernant le XVIIIe siècle est prévue.